# Kirsti Strøm Bull
Kirsti Strøm Bull (* 27. April 1945) ist eine norwegische Rechtswissenschaftlerin und emeritierte Professorin am Institut für Privatrecht der Juristischen Fakultät an der Universität Oslo.
Sie machte 1969 einen Universitätsabschluss in Rechtswissenschaften und erhielt 1993 einen Doktor der Rechtswissenschaften an der Universität Oslo.
Ihre Spezialgebiete sind Familienrecht und das Recht der Samen. Insgesamt hat sie etwa 100 wissenschaftliche Artikel und Beiträge in Büchern geschrieben.
Im Frühjahr 1970 war sie Wissenschaftliche Assistentin am Nordischen Institut für Meereswissenschaften der Juristischen Fakultät der Universität Oslo, in den Jahren 1970/71 Richterin. Von 1971 bis 1987 arbeitete sie als Lecturer am Institut für Privatrecht, wo sie zum 1. Mai 1987 zur Professorin ernannt wurde. Von 2003 bis 2008 arbeitete sie auch am Norwegischen Zentrum für Menschenrechte. Kirsti Strøm Bull ist auch Professorin an der Samischen Hochschule in Kautokeino (Guovdageaidnu).
Seit Anfang Februar 2013 ist sie die Präsidentin der Norwegischen Akademie der Wissenschaften. Ende des Jahres 2011 war sie deren Vizepräsidentin geworden.